# Addyston
Addyston falu az Amerikai Egyesült Államok Ohio államában, Hamilton megyéjében, az Ohio folyó mentén. A 2010. évi népszámlálási adatok szerint Addyston lakónépessége 938 fő volt.

## Demográfiai adatok
A 2000. évi népszámlálási adatok szerint Addyston lakónépessége 1010 fő volt. A 2010. évi népszámlálási adatok szerint 938 fő volt a lakónépesség. A 2000. évi népszámlálási adatok szerint a népsűrűség 421 fő/km², a 2010. évi népszámlálási adatok szerint a népsűrűség 391 fő/km². A 2000. évi népszámlálási adatok szerint 365 háztartás található Addystonban, és 269 család. A 2000. évi népszámlálási adatok szerint 408 lakás található Addystonban, sűrűsége 97 lakás/km². A 2000. évi népszámlálási adatok szerint a lakónépesség 87,82%-a fehér, 8,42%-a afroamerikai, 0,5%-a indián őslakos, 0,4%-a ázsiai, 1,09%-a egyéb és 1,78%-a legalább kettő rasszba tartozik.

## Történelem
1891-ben alapították Addystont.